# 雅典娜·卡卡尼斯
雅典娜·卡卡尼斯（英語：Athena Karkanis，1981年5月16日—）為一名加拿大女演員，在影集命運航班中飾演格蕾絲·史東（Grace Stone）。
雅典娜·卡卡尼斯生於加拿大艾伯塔省，於多倫多長大，為希臘與埃及混血後裔。